# 主役は福島!みんなのテレビ
『主役は福島!みんなのテレビ』（しゅやくはふくしまみんなのテレビ）は、NHK福島放送局が2010年度まで不定期で金曜日の夜に放送した福島県内向けバラエティ番組である。

## 概要
この番組は、2005年にスタートした後にニュース番組になった『はまなかあいづToday』（当時は『はま☆なか☆あいづToday』）を源流とする。当初の1年間は平日17時台の生活情報パートとして放送されていたが、翌年は『ゆうどきネットワーク』（以下『ゆうどき』とする）放送開始に伴い30分に短縮され、『はま☆なか☆あいづ みんなのテレビ』に改題した。さらに明くる年には金曜日の1時間番組に短縮され、『はまなかあいづ 週刊みんなのテレビ』に改題し、ここでほぼ現在の下地が出来上がった。2008年、『ゆうどき』のフルネットへ移行したことで平日夕方の枠が無くなったことに伴い、独立してスタートした。
内容は、福島局のスタッフや地元をベースに活動する芸能人らが県内各地を取材し、地元の人も知らないふるさとを再発見するようなものであった。当初は全国区のタレントをゲストに迎え局スタッフが中心となっていたが、2010年になると“みんテレ!”の略称を採用し、キャストを一新した。合原明子のキャラクターもあって全国でも注目を集めていた。
「みんテレ!」の略称だが、これは福島局自体が2010年度改編に合わせ番組・コーナーの名称を省略する傾向に走っていたことの一環である。
- ふくみみ…このまま正式タイトルだが「福島耳より情報」の略
- ぐるふく…「ぐるっと福島」（『ふくみみ』『はまなかあいづToday』で放送されていたコーナー）

しかし、2011年3月11日に巨大地震が発生し、加えて東京電力福島第一原子力発電所で起こった事故により、福島県のみならず東北のNHK全体で通常編成を行うことが困難な状況となった。状況が幾分落ち着いてきた2012年度に入ると、震災の教訓から東北全体でラジオ番組を強化する方向性が示されたのに加え、番組発展の最大の貢献者であった合原が仙台へ転勤となったという諸々の事情により、事実上2010年度を以って番組は休止ではなく完全に終了となった。
東北では金曜夜の県域枠自体が消滅の方向に向かっている。秋田県では新たな情報番組『ウオッチA』が始められたが、山形県の人気番組だった『今夜はなまらナイト』も新方針によりラジオへの“原点回帰”の動きを強め、2012年10月から『公民館でなまらナイト』という新企画をラジオ第1でスタートさせる。宮城県では平日夕方にラジオ第1で帯番組『宮城100%井戸端ラジオ ゴジだっちゃ!』を、岩手県では月曜夜にやはりラジオ第1で『がんばろう!いわて』をそれぞれ編成し、有事に備えて平時からラジオを聴く習慣を身につけさせようとしている。青森県では人気番組だった『お国言葉で川柳、なもあんだも』が単独番組としては打ち切られ、夕方のニュース番組『あっぷるワイド』の1コーナーに戻された。

## 放送時間
- 福島県内の総合テレビ 平均年8回金曜 19:55 - 20:43
2009年度までは20時開始。

## 歴代進行役
- 高山真樹（現・ラジオセンター制作職員、2008・2009年度）
- 丹沢研二（現・佐賀局）
- 小林陽広（現・高松局）
- 紅晴美（演歌歌手、いわき市出身。2010年度）
- 関あつし（みちのくボンガーズメンバー。2010年度）
- 合原明子（現・東京アナウンス室。2010年度）

紅、関、合原の3人は「みんテレ!トリオ」で通っていた。
ふくみみキャスターの渡辺友美（ナレーションも担当）や番組ディレクターが出ることもあった。

## 全国放送の事例
BS hi 『ふるさとから、あなたへ』で放送された。合原登場後全国放送の機会が増えた。
- 「出かけよう!福島再発見の旅」が2010年6月に
- 「満喫!大自然 福島の山を楽しもう!」が2010年10月に
- 2010年12月17日放送の「温泉バンザイ!福島湯めぐり紀行」が2011年2月に